# 식스 피트 언더 (밴드)

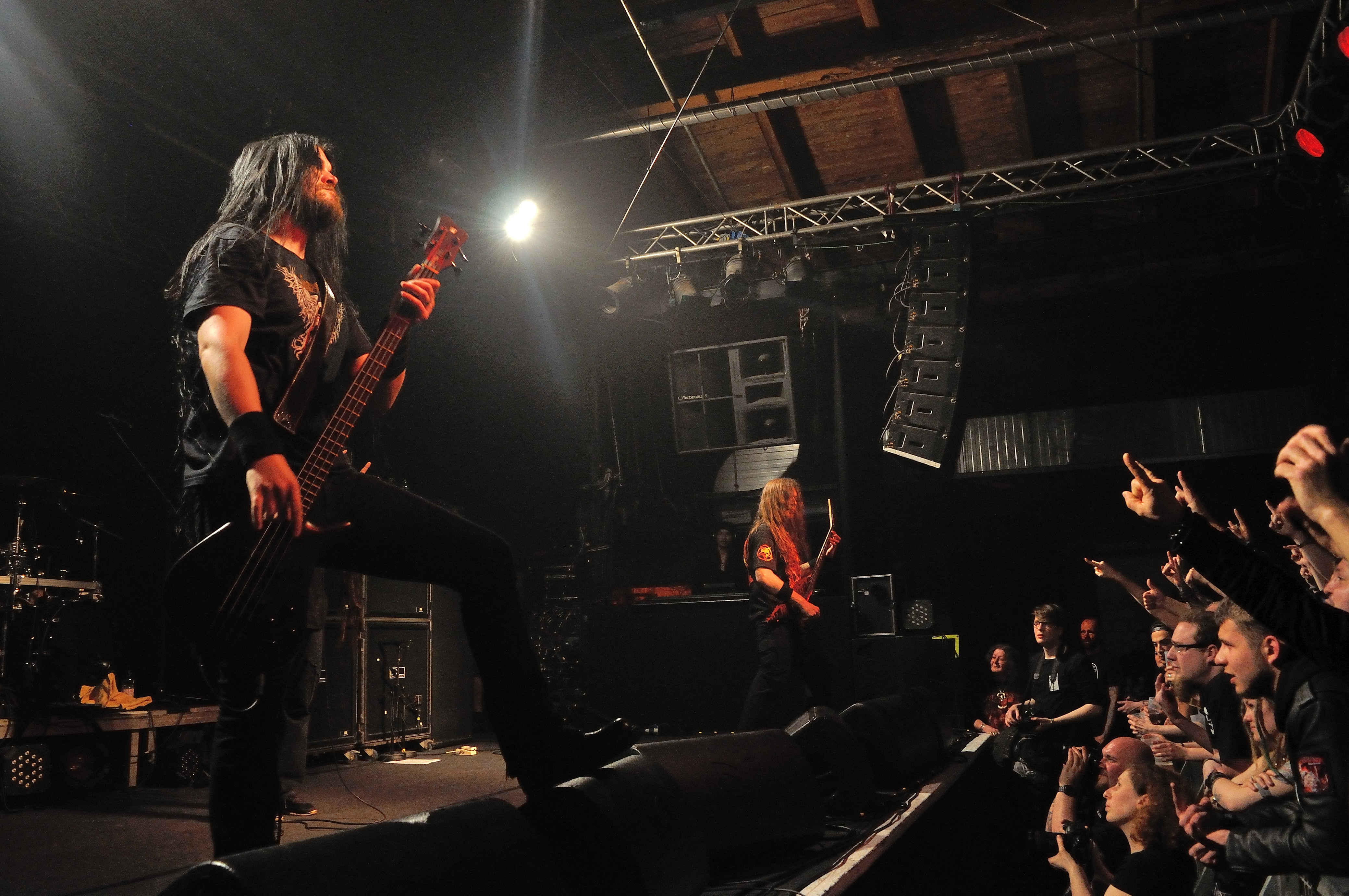
2015 식스 피트 언더

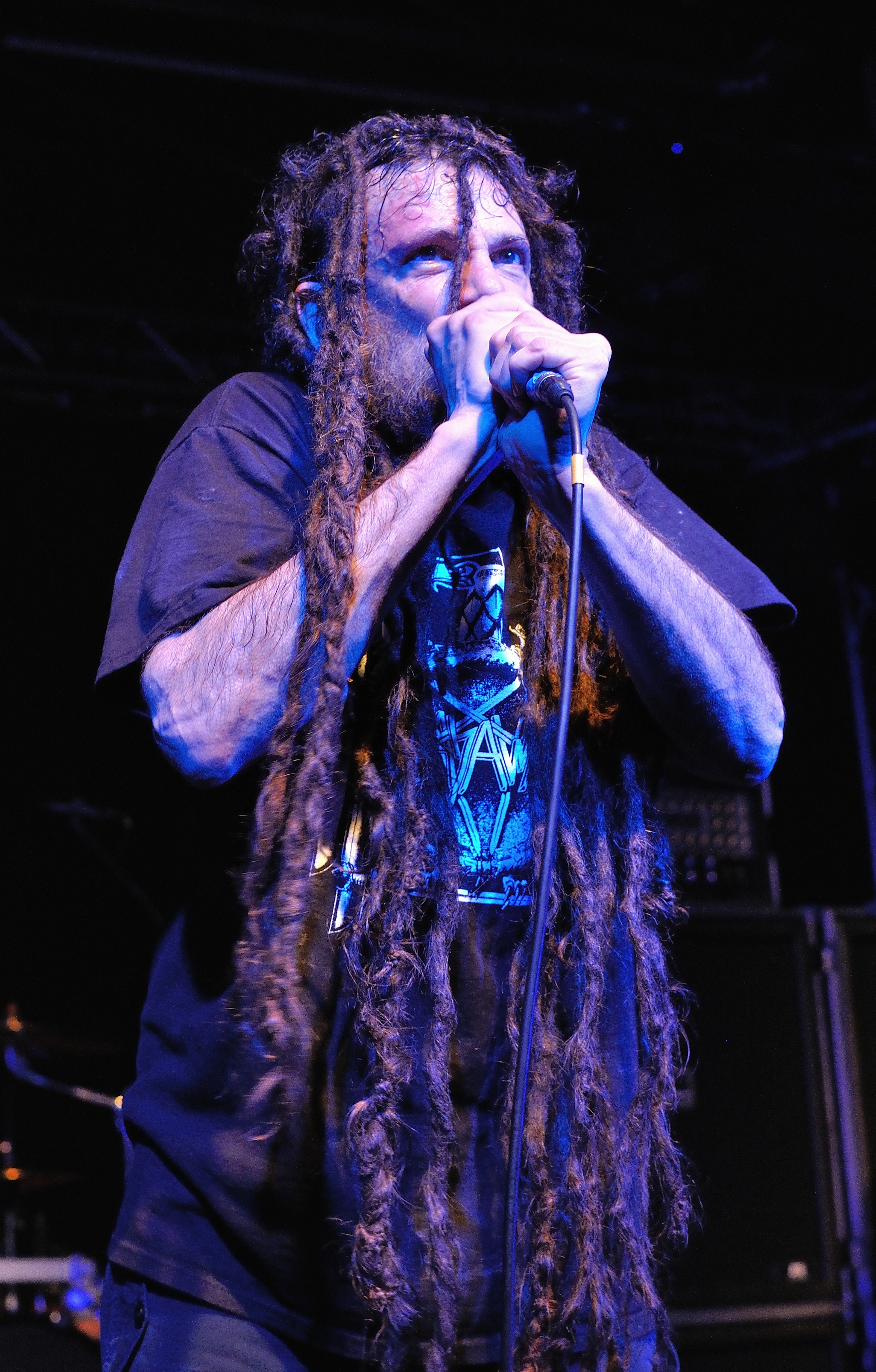
2015 크리스 반즈

식스 피트 언더(Six Feet Under)는 1993년에 결성된 미국 플로리다주 탬파 출신의 데스 메탈 밴드이다. 식스 피트 언더는 본래 카니발 콥스의 보컬 크리스 반즈와 오비추어리의 기타리스트 알렌 웨스트의 사이드 프로젝트 밴드였다. 현재까지 9개의 앨범을 발매했으며, 총 37만장을 판매하여 미국에서 4번째로 가장 많이 판매한 데스 메탈 밴드로 꼽힌다.

## 멤버

### 현재 멤버
- 크리스 반즈 (Chris Barnes) − 보컬 (1995−현재)
- 스티브 스완슨 (Steve Swanson) − 기타 (1998−현재)
- 롭 아놀드 (Rob Arnold) − 기타 (2011−현재)
- 매트 드보라이스 (Matt DeVries) − 베이스 (2011–현재)
- 케빈 톨리 (Kevin Talley) − 드럼 (2011−현재)

### 이전 멤버
- 알렌 웨스트 (Allen West) − 기타 (1995–1998)
- 테리 버틀러 (Terry Butler) − 베이스 (1995−2011)
- 그레그 갈 (Greg Gall) − 드럼 (1995−2011)

## 앨범

### 스튜디오 앨범
- Haunted (1995)
- Warpath (1997)
- Maximum Violence (1999)
- True Carnage (2001)
- Bringer of Blood (2003)
- 13 (2005)
- Commandment (2007)
- Death Rituals (2008)
- Extended plays Alive & Dead (EP, 1996)

### 컴필레이션 앨범
- Graveyard Classics (2000)
- Graveyard Classics 2 (2004)
- A Decade In The Grave (Box set, 2005)
- Graveyard Classics III (2010)
- Video albums Maximum Video (2001)
- Double Dead (Live Album/Video, 2002)
- Live with Full Force (2004)